# Zhengzhou Steamer
Gli Zhengzhou Steamer sono una squadra di football americano di Zhengzhou, in Cina, fondata nel 2017.

## Dettaglio stagioni

### Tornei nazionali

#### Campionato

##### AFLC/CNFL
| Stagione | regular season | regular season | regular season | regular season | regular season | regular season | playoff | playoff | playoff | playoff | playoff | playoff   | playoff        |
|          | Vin            | Par            | Per            | Tot            | PF             | PS             | Vin     | Per     | Tot     | PF      | PS      | risultato | avversaria     |
| -------- | -------------- | -------------- | -------------- | -------------- | -------------- | -------------- | ------- | ------- | ------- | ------- | ------- | --------- | -------------- |
| 2018     | 0              | 0              | 4              | 4              | 26             | 101            | -       | -       | -       | -       | -       | -         | -              |
| 2019     | 1              | 0              | 3              | 4              | 14             | 122            | 0       | 1       | 1       | 14      | 26      | Wild Card | Taiyuan Troops |
| 2020     | 1              | 0              | 3              | 4              | 71             | 107            | -       | -       | -       | -       | -       | -         | -              |
| Totale   | 2              | 0              | 10             | 12             | 111            | 330            | 0       | 1       | 1       | 14      | 26      |           |                |

Fonti: Enciclopedia del Football - A cura di Roberto Mezzetti

##### Torneo di Primavera
| Stagione | regular season | regular season | regular season | regular season | regular season | regular season | playoff | playoff | playoff | playoff | playoff | playoff          | playoff        |
|          | Vin            | Par            | Per            | Tot            | PF             | PS             | Vin     | Per     | Tot     | PF      | PS      | risultato        | avversaria     |
| -------- | -------------- | -------------- | -------------- | -------------- | -------------- | -------------- | ------- | ------- | ------- | ------- | ------- | ---------------- | -------------- |
| 2021     | -              | -              | -              | -              | -              | -              | 0       | 1       | 1       | 20      | 30      | Quarti di finale | Wuhan Griffins |
| Totale   | -              | -              | -              | -              | -              | -              | 0       | 1       | 1       | 20      | 30      |                  |                |

Fonti: Enciclopedia del Football - A cura di Roberto Mezzetti

### Riepilogo fasi finali disputate
| Anno             | Luogo | Evento              | Fase del torneo  | Incontro                           | Risultato |
| 16 novembre 2019 |       | CNFL                | Wild Card        | Taiyuan Troops - Zhengzhou Steamer | 26 - 14   |
| 17 aprile 2021   |       | Torneo di Primavera | Quarti di finale | Zhengzhou Steamer - Wuhan Griffins | 20 - 30   |